# Kazimierz Władysław Starzeński
Kazimierz Władysław Starzeński herbu Lis (ur. 16 marca 1816 w Pietkowie, zm. 14 marca 1899 tamże), wnuk Michała Hieronima. Hrabia, ziemianin, marszałek szlachty guberni augustowskiej, członek Rady Stanu Królestwa Polskiego, członek Rady Nadzorczej Towarzystwa Kredytowego w Królestwie Polskim, szambelan rosyjski. Właściciel Pietkowa.
Hrabia cesarstwa po pradziadzie Macieju Maurycym, hrabia pruski po dziadzie Michale Hieronimie, w Rosji uznany hrabią w 1849. Posiadał rosyjskie Order Świętej Anny i Order Świętego Stanisława.